# Alexandru Gavra
Alexandru Gavra (n. 1797, Oradea – d. 1884, Arad) a fost un învățat român.

## Viața și activitatea
A urmat studiile secundare și superioare la Academia de Drept la Oradea. A activat timp de 55 de ani ca profesor de matematici și geografie și director al Preparandiei din Arad (1821 - 1877). Acesta a fost un publicist format în mediul iluminist al Academiei de Drept din Oradea, influențat de școala dreptului natural de aici, a fost o figură tipică a epocii luminilor, „un luminător”, care și-a consacrat viața și energia difuzării culturii în popor. În gândirea lui au pătruns și influențe romantice, dar acestea nu-și vor găsi împlinirea.  A editat și adnotat o parte a cronicii lui Gheorghe Șincai și a publicat un lexicon de conversație (până la litera C), prima încercare de enciclopedie românească.

## Opera principală
- Lexicon de conversație istoricesc-religionariu (Buda, 1847)